# 鹦鹉螺号炮舰 (1871年)
鹦鹉螺号是德意志帝国海军建造的信天翁级炮舰的二号舰暨末舰。它于1870年开始在但泽王国船厂铺设龙骨，1871年8月下水，至1873年6月交付使用。为了能在海外长期部署，鹦鹉螺号的设计结合了蒸汽和风帆动力以扩大航程，并装备有150毫米和120毫米箍炮各两门。它在1867年原北德意志邦联海军的舰队建设计划中是按“螺旋桨蒸汽通报舰”设计，至入役前则重归类为炮舰。
入役后，鹦鹉螺号曾于1874年至1875年间被派往西班牙北部沿岸介入第三次卡洛斯战争，以保护当地德国人的利益。而作为德国“炮舰外交”的重要工具，该舰也曾三次前往海外执行常驻巡逻任务，分别为1876－78年的东亚，1879－81年的澳大利亚和南太平洋，以及1883－88年的南非、东亚和东非。从东非返国后，它被改作勘测船用途，并于1896年12月正式从海军名录中除籍。其废舰体继而在基尔充当贮煤舱，至1905年在斯维讷明德拆解报废。

## 设计
信天翁级是北德意志邦联海军暨德意志帝国海军第一款专为执行海外任务而设计的军舰，也是帝国海军建造的第一批炮舰，旨在用作打击中国水域的海盗。舰只采用带有镀铜的木制卡拉维尔式外壳结构，全长和水线长分别为56.95米和51.21米，有8.32米的舷宽以及3.62米的前吃水和3.75米的后吃水——较浅的吃水设计是为了在中国大江的河口追击无龙骨的平底海盗戎克船。其设计排水量为713吨，满载时则可达786吨。标准船员编制为5名军官和98名水兵。舰只由两台卧式单胀往复式蒸汽机提供动力，用以驱动一副直径为3.14米的双叶螺旋桨。蒸汽则由两座燃煤箱型火管锅炉供应，这使得它在496匹指示馬力（370千瓦特）额定功率下的最高航速可达10節（19每小時），并且能够以此速度连续航行1,270海里（2,350）。为了在煤炭可能稀缺的海外长期部署时作为蒸汽机的辅助动力，鹦鹉螺号还配备有一套总帆面积为710平方米的前桅横帆三桅索具。
鹦鹉螺号装备有四门箍炮作为主炮。其中的两门为150毫米22倍径，配备140发弹药，射程为4,600米；另外两门为120毫米23倍径，配备180发弹药，最远可命中5,500米外的目标。此外，舰只还携带有三门轻型转膛炮。鹦鹉螺号被视为相当不错的船具，但在恶劣海况下的速度损失严重。其机动性中等，转向良好，在风帆下也能轻易操纵。

## 历史
鹦鹉螺号是北德意志邦联海军于1869年订购的两艘“螺旋桨蒸汽通报舰”之一，并作为新增编入舰队的单位而使用“A号通报舰”（Aviso A）作为合同代号。然而，其建造进度却因普法战争的爆发而推迟。直到1870年，该舰才在但泽王国船厂（德意志统一后改称帝国船厂）铺设龙骨，至1871年8月31日下水。舾装工序结束后，鹦鹉螺号于1872年11月15日展开海试，并于12月12日完成，随即投入预备役搁置。

### 首次运用
鹦鹉螺号于1873年6月4日正式启用。它被重归类为炮舰，但仍以通报舰身份编入训练分舰队（Übungsgeschwader，即公海舰队的雏形）。从7月8日至8月15日，该舰与护卫舰赫塔号、阿科纳号、菲内塔号和阿里阿德涅号共同组成的分舰队首次出国航行，代表德意志帝国参加了瑞典-挪威国王奧斯卡二世在特隆赫姆和克里斯蒂安尼亚举行的加冕典礼。8月6日，皇储腓特烈·威廉作为德国的最高代表，乘坐游艇蟋蟀号抵达克里斯蒂安尼亚。在完成训练分舰队的机动演习后，鹦鹉螺号再度停用。其下一次启用是在1874年3月17日，当时被用作轮机舱人员的教学舰。在此期间，它还曾与铁甲舰阿米尼乌斯号共同在朗厄兰岛附近将护卫舰宁芙号拖曳至基尔，后者是从东亚返回的途中不慎搁浅。
1874年8月中旬，由于西班牙爆发内乱，鹦鹉螺号及其姊妹舰信天翁号受命前往巴斯克沿岸，以防止对当地德国人的进一步袭击。此前，一位担任记者的前德国陆军上尉于6月30日被卡洛斯党当场枪决。两艘炮舰于8月8日离开基尔，24日抵达桑坦德，然后沿着海岸线航行至法国边境，试图通过与效忠政府的西班牙部队和英国炮舰苍蝇号合作，阻止从那里向叛乱分子运送武器。它们在接近格塔里亚的途中遭到卡洛斯党的攻击，遂以火炮回击。10月，由于天气恶劣，德国炮舰留在桑坦德避风，而该港口并不具备庇护功能。一艘意大利三桅帆船于12月12日在港口入口处搁浅，其船员几乎全数被鹦鹉螺号救出。德国外交部此时已批准撤回海军长期以来一直要求的炮舰，因为当时的天气条件使其无法得到合理使用。信天翁号于12月19日开始返航，而鹦鹉螺号则于20日进一步前往阿根廷的拉普拉塔。它从信天翁号得到了富余的设备物资，并换走了一批生病的船员作为轮替。
与此同时，12月11日，一艘满载煤油的德国双桅横帆船在从纽约前往帕萨赫斯的途中停靠至格塔里亚紧急避风。它与此前的炮舰一样遭到了卡洛斯党的袭击，船员们只得在城市内寻求亲政府士兵的庇护，无人值守的船舶则漂出港外并搁浅。卡洛斯党扣押了帆船及其货物，并向德国人勒索救助费用。此举引起了德国政府的强烈愤慨，决定向巴斯克沿岸派遣一支更强大的海军部队。然而，炮舰首先要返回它们刚刚离开的阵地，但在它们离开之前，并未被告知这一事件。直到1875年1月5日，信天翁才收到折返的命令，当时它已抵达克里斯蒂安尼亚。鹦鹉螺号则于1月1日在丰沙尔收到消息，并于6日返回维戈，从那里独自前往格塔里亚。而作为第三艘军舰，海军部命令护卫舰奥古斯塔号从西印度群岛前往西班牙北岸，该命令于1875年1月5日在蒙得维的亚下达，舰只至1月29日抵达桑坦德。信天翁号也于同日抵达，这是由于它在折返途中需要经停德文港海军基地对舰体和发动机进行必要的维修而推迟。鹦鹉螺号至31日抵达，其时任舰长、海军少校奥托·岑布施上岸与现场的西班牙派别进行初步谈判。在谈判过程中，岑布施顺利为德国帆船及其货物争取到了适当的赔偿。西班牙政府同意支付20,000美元，因为他们想避免德国对内战的任何军事干预。在奥古斯塔号和信天翁号退至费罗尔的十四天后，西班牙人于4月28日为三艘德国军舰举行隆重的致敬仪式，正式结束了这场危机。德国海军部队随后从西班牙北部海岸撤离：奥古斯塔号于年底回到美洲东岸、信天翁号返回祖国，鹦鹉螺号则被转移至直布罗陀等待进一步指示。它在加的斯进行了维修，并访问了摩洛哥的几个港口。10月中旬，该舰回到桑坦德，观察巴斯克地区叛乱分子的最后一战，以便必要时能够在德国人遇袭后立即进行干预。战争结束后，鹦鹉螺号于1876年3月3日返抵基尔。同年4月，后来的海军中将维克托·瓦卢瓦斯接掌了该舰的指挥权，并在下一次部署之前安装了两门40毫米气球炮。

### 第一次海外部署
1876年4月5日，鹦鹉螺号终于受命按设计目的启程前往东亚。然而仅两周后、即4月19日，由于巴尔干地区紧张局势升级，它便在塞得港接到命令，必须前往君士坦丁堡担任继流星号之后的第二驻地舰。直至德国的铁甲分舰队（见皇帝号）驶入爱琴海且炮舰彗星号于6月抵达君士坦丁堡后，鹦鹉螺号才被解除了这项任务。它于7月25日继续驶向东亚，至9月11日抵达驻地区内的新加坡。在接下来的几个月里，该舰与驻地司令、海军上校亚历山大·冯·蒙茨所在的菲内塔号共同工作。为了寻找合适的海军基地，鹦鹉螺号还对中国沿岸和近海岛屿进行了勘查。1877年4月中旬，该舰被转移至长崎接受必要的维修，并直至9月24日才离开旱坞。仅仅八天后，它便在横滨附近遭遇台风，与一艘英国轮船相撞并严重受损，需要重新返厂维修。
1878年1月18日，鹦鹉螺号在汕头接到了归国的命令。当它于3月16日抵达塞得港时，又受命先行前往巴勒斯坦沿岸支援当地的基督徒。直到7月，该舰才得以继续返航，至9月7日回到基尔，停用并进行大修。在大修过程中，其气球炮被移除并替换为两门37毫米转膛炮。此外，舰上还配备了新的锅炉装置。

### 第二次海外部署
鹦鹉螺号于1879年5月20日重新启用，并于6月17日启程前往南太平洋，以接替驻扎在当地的姊妹舰信天翁号。行经苏伊士运河期间，时任舰长、海军少校海因里希·耶施克不幸中暑身亡，该舰只得在在大副的指挥下继续出发，直至9月5日至16日停舰等候新任舰长、海军上尉赫尔曼·屈登的到来。航程在屈登到任后继续进行，至11月3日抵达悉尼，并受到信天翁号的迎接。这两艘炮舰的船员都被德意志帝国驻澳大利亚的临时代办征用在墨尔本举行的世界博览会上设立德国馆。11月15日，鹦鹉螺号得以继续航行，并于12月11日抵达阿皮亚。自11月1日起，新任总领事、海军上校岑布施便在那里全权负责德国人的行动。这位鹦鹉螺号的前舰长是从海军退役后，在外交部担任了他的首个国外职务。而当时驻地军衔最高的现役军官则是俾斯麦号护卫舰的舰长、海军中校卡尔·奥古斯特·戴恩哈德。在当地局势因新国王的登基而恢复平静之后，鹦鹉螺号成为南太平洋驻地唯一剩下的舰只。在1880年初出访新西兰的途中，该舰还访问了汤加群岛，并试图为岛国的德国商人争取更好的利益。它在新西兰北岛的奥克兰停留了三周多，期间来访的汤加王储在当地去世。5月底，鹦鹉螺号将汤加王储的遗体运送回国。德国人的这一行动突然改善了局势，也改变了德国人的行动方案。
1880年6月24日，排水量为570吨的炮舰鬣狗号抵达阿皮亚，成为帝国海军在南太平洋的第二驻地舰。鹦鹉螺号因此得以从8月中旬到12月移师澳大利亚，相继访问了该国的布里斯班，悉尼和墨尔本，并派出一个分遣队协同参与了墨尔本世界博览会德国展区部分的收尾工作。在开幕式上，鹦鹉螺号还负责提供仪仗队，其登陆部队也参加了为庆祝英国王储爱德华生日而举行的阅兵。该舰遂后返回阿皮亚，于1881年3月25日在那里接到归国的命令，遂于30日离开萨摩亚主港。接替它的是千吨级炮舰苍鹰号，于4月中旬偕同姊妹舰海鸥号和已改作海军学员教学舰的赫塔号一起抵达阿皮亚。这三艘舰代表德意志帝国出席了在墨尔本举行的世界博览会。鹦鹉螺号则于5月1日从布里斯班启航，至9月15日抵达基尔，并于9月26日停用以进行大修。

### 第三次海外部署
直到两年多后，鹦鹉螺号才于1883年10月2日重新启用。这艘炮舰按计划将再次在南太平洋担任驻地舰。出航途中，时任舰长、海军少校理夏德·阿申伯恩在离开马德拉岛后患上斑疹伤寒，不得不将指挥权临时交予大副。抵达圣维森特岛后，由于当地不具备足够的医疗条件，该舰只得继续前往开普敦。阿申伯恩在海上康复，并于12月30日在开普敦重执指挥权。1884年1月24日至26日，鹦鹉螺号访问了非洲西南部的安格拉佩奎纳（即后来的吕德里茨湾），并于2月4日返回开普敦。舰长向外交部提交的关于德国经济活动状况的报告对建立德属西南非洲作出了重大贡献。
1884年2月5日，鹦鹉螺号奉命进一步前往东亚，以增援中法战争期间在当地的德国海军力量。它于4月6日抵达香港，加入东亚巡洋分舰队。该舰取代了炮舰狼号的位置被部署在广州，直到7月中旬才转移到上海。后者当时集结了一支大型国际编队，包括德国（海军上校卡尔·帕申的）旗舰施托施号、巡洋巡防舰阿达尔贝特亲王号，以及奥匈帝国海军炮舰信天翁号。其中奥匈炮舰在上海受德国部队指挥。8月中旬，鹦鹉螺号再移师天津，供德国驻华公使馆调遣。该舰一直驻扎在当地直到1885年3月底；期间于冬季还拆除了风帆索具并罩起防护棚。4月初，鹦鹉螺号返回上海，并于月底前往朝鲜国，在那里与东亚驻地的第二艘炮舰鸡貂号会合。这是由于甲申政变后，朝鲜多地爆发骚乱。该舰于7月初在朝鲜沿海执行了一系列勘测任务，随后造访香港，并经济物浦再次来到长崎。
1885年9月1日，鹦鹉螺号在长崎接到前往南太平洋的命令，遂于9月13日从横滨启航。在海上，海军部又向该舰发布了一项秘令，指示时任舰长、海军少校弗里茨·勒特格前往德国设有装煤站的贾卢伊特环礁停靠，并将马绍尔群岛以及临近属于拉利克礁链的莱环礁和乌杰朗环礁都纳入德国的保护范围。10月15日，勒特格在贾卢伊特举行了升起德国国旗的庄严仪式。该舰随后又相继到访了其它岛礁并升旗宣示主权；在埃邦环礁逗留期间，舰长还对阻碍德国贸易的美国传教士团体实施了处罚。完成任务后，鹦鹉螺号于11月7日离开贾卢伊特，至28日抵达横滨。从12月23日至1886年3月10日，该舰在上海的旱坞进行了上甲板和舰底涂层的翻新。随后，它在中国、朝鲜和日本港口之间巡逻，至7月23日在香港加入重新组建的巡洋分舰队。此时除了一同回归的旗舰俾斯麦号、巡洋护卫舰奥尔加号和炮舰狼号之外，另一艘巡洋护卫舰卡罗拉号也在夏天抵达，它们将共同负责中国南部沿海地区的警备任务。鹦鹉螺号于8月底被转移至烟台。之后，它跟随分舰队前往大沽口锚区访问北洋水师，并在当地参观了由德国建造的铁甲舰定远号。与分舰队的其它成员类似，鹦鹉螺号舰上有32例伤寒病例，需要移师长崎接受治疗。在此期间，巡洋分舰队于11月被调往东非，根据与英国谈判达成的条约，德国人将强制夺取整个桑给巴尔海岸线。结果，仍然留守的鹦鹉螺号舰长便成为了在东亚服役时间最长的德国海军军官。
鹦鹉螺号于1887年5月12日也接到了前往东非的命令，它将接替驻扎在那里的炮舰鬣狗号。而巡洋分舰队则已经离开新的保护国，正在经澳大利亚和南太平洋属地前往东亚的途中。鹦鹉螺号先是在苏禄群岛停留，检视西班牙殖民当局与当地统治者之间的争端是否会危及其他欧洲人。它于8月15日抵达桑给巴尔，与留守的驻地巡洋舰海鸥号会合。待轮替的鬣狗号则于一个月前便已离开东非。鹦鹉螺号和海鸥号遂沿着保护区的海岸开展了大量的勘测航行。期间一个特别的事件是12月4日至26日与殖民地创始人卡尔·彼得斯博士一起沿着萨阿达尼到蒙巴萨的海岸进行了为期三周的巡航，途中还访问了维图兰的拉穆岛，鹦鹉螺号舰长甚至在那里处理了维图苏丹与德国维图公司之间的冲突。1888年3月，该舰又出席了已故桑给巴尔苏丹巴伽什·本·赛义德的丧礼及其继任者哈利法·本·赛义德登基的庆祝活动。6月，时任舰长、海军少校库尔特·范霍芬因发烧病重而被迫放弃指挥权，提前返乡。但鹦鹉螺号也于8月9日在德班收到了归国命令。归国之旅由大副带领，至12月7日抵达基尔，此时无论是该舰还是海军部均未留意到殖民地正在爆发的“阿布希里起义”。12月19日，鹦鹉螺号在基尔退役，随后返厂进行了重建。

### 后续运用
鹦鹉螺号在基尔被改造成一艘勘测船。其武器装备得到加强，风帆索具也改为三桅纵帆样式，从而使总帆面积减少至415平方米。从1890年至1893年间，该舰每逢夏季都会在波罗的海西部执行勘测和救援任务。参与演习分舰队年度演习的舰艇频繁搁浅为此提供了需求。鹦鹉螺号于1893年10月7日最终退役。基尔帝国船厂的评估表明，该舰已无法用于进一步的行动。1896年12月14日，它正式从海军名录中除籍。其舰体继而在基尔充当贮煤废船，至1905年售往斯维讷明德并拆解报废。